# الكسندر أرغيويلز
الكسندر أرغيويلز (بالإنجليزية: Alexander Arguelles) هو لغوي أمريكي، ولد في 30 أبريل 1964 في شيكاغو في الولايات المتحدة.

## وصلات خارجية
- الموقع الرسمي